# Valens Vodušek
Valens Vodušek, slovenski muzikolog, glasbeni publicist, etnomuzikolog, dirigent (zborovodja), pianist in pravnik, * 29. januar 1912, Ljubljana, Avstro-Ogrska, † 8. februar 1989, Ljubljana.

## Življenje
Študiral je v Ljubljani, od leta 1936 do 1940 je bil glasbeni publicist, nato je bil po drugi svetovni vojni šef oddelka za glasbo na Ministrstvu za prosveto LRS, med letoma 1951 in 1955 direktor ljubljanske Opere, vodja Slovenskega okteta, direktor Glasbenonarodopisnega inštituta SAZU ... 
Objavil je več strokovnih člankov in kritičnih člankov.
Leta 1964 je za svoje delo prejel Prešernovo nagrado.